# Аркас, Захар Андреевич
Захар Андреевич Аркас (1793—1866) — морской офицер греческого происхождения, генерал-лейтенант Русского императорского флота (1860); историк и археолог.

## Биография

### Происхождение
Сын греческого выходца; родился в 1793 году в городе Литохоро, в Фессалии. Отец  Аркас Андрей (Андреас) Эммануилович (1755 [1766], Патрас-1825, Николаев), владел 12-ю языками, составил "Русско-греческо-латинский словарь". Служил Главным переводчиком при Штабе Черноморского флота, преподавал древние языки и историю в Штурманском Черноморского Флота Училище в Николаеве. Мать - Асимина [Асилина] Ивановна, урожденная Хаскара (1777, Литохорон - 1830, Николаев), дочь димарха Иоанна Хаскара. Младший брат Аркас, Николай Андреевич (1818—1881) адмирал русского флота.

### Служба
В 1806 году был записан волонтёром в Черноморский флот. Его отец — преподаватель древних языков и истории — дал ему дома основательное классическое образование и определил в Николаевское штурманское училище (в 1809 или 1811). В 1815 году он был произведён в гардемарины; после окончания штурманского училища в 1816 году произведён в мичманы и выпущен в 41-й флотский экипаж.
Участвовал в русско-турецкой войне 1828-1829 годов, отличился при бомбардировке и взятии крепости Варна, за что награждён орденом Св. Анны 3-й степени. На корабле «Иоанн Златоуст» участвовал в сражении при Пендераклии и сожжении турецкого корабля и был награждён орденом Св. Владимира 4-й степени с бантом. Был произведён 2 марта 1830 года в чин майора с зачислением в 9-й ластовый экипаж и назначением помощником капитана Одесского порта; 25 июня 1831 года перечислен в чин капитан-лейтенанта.
За 25 лет службы 6 декабря 1836 года был награждён орденом Св. Георгия 4-й степени. С сентября 1837 года — командир корвета «Месемврия». В 1839 году по расстроенному здоровью оставил строевую службу во флоте в чине лейтенанта. Занял должность члена правления Севастопольского военного карантина. 6 декабря 1843 года был произведён в чин капитана 1-го ранга. В 1847 году пожалован орденом Св. Анны 2-й степени.
Поселившись в Севастополе, З. А. Аркас одновременно принял на себя обязанности: смотрителя штурманской роты, председателя Севастопольского статистического комитета и попечителя местной Петропавловской церкви, а затем последовательно состоял: председателем комиссии по построению храма Св. Владимира, инспектором девичьего училища дочерей нижних чинов черноморского ведомства, инспектором севастопольского карантина. 
В 1851 году был назначен директором и строителем Севастопольской морской офицерской библиотеки с восстановлением в действительной военной службе, 6 декабря того же года произведён в чин генерал-майора. Библиотеку он поставил на высокую степень совершенства; перед осадой Севастополя он перевез её в Николаев, где прожил до самой смерти 23 марта (4 апреля) 1866 года. В отставку вышел 4 января 1860 года с производством в чин генерал-лейтенанта.

## Исследования
Его немногочисленные сочинения были посвящены археологии и содержат историю греческих колоний на берегах Черного моря и историю Черноморского флота. Из них самое важное — «Описание Ираклийского полуострова и древностей его. История Херсониса[sic]» (Записки Императорского Одесского общества истории и древностей. — Т. II. — С. 245—271; отдельное изд.: Николаев : тип. М.В. Рюмина, 1879. — [4], 29 с., 10 л. ил., портр., план.). В «Записках» были также напечатаны: «Сравнительная таблица эллинских поселений по Евксинскому понту…» (Т. III. — С. 144—150) и «Начало учреждения российского флота на Черном море и действия черноморского флота с 1788—1866 гг.» (Т. IV—VI). 